# Prorok (kniha)
Prorok je kniha skládající se z 26 poetických esejů napsaná libanonským umělcem, filozofem a spisovatelem Chalílem Džibránem. Toto Džibránovo nejslavnější dílo vyšlo poprvé v roce 1923 a bylo přeloženo do více než sta jazyků.

## Shrnutí obsahu
Prorok, Almustafa, který žil 12 let ve městě Orfales, se chystá nalodit na loď, která ho má odvézt domů. Obyvatelé města ho zastaví, aby promluvil. On nakonec začne mluvit o mnoha věcech, o něž si lidé sami žádají. Kniha je rozdělena do kapitol, kde v každé se řeší nějaké téma, postupně se Almustafa věnuje lásce, manželství, dětem, dávání, jídlu a pití, práci, radosti a smutku, domům, oblečení, nakupování a prodávání, zločinu a trestu, zákonům, svobodě, rozumu a vášni, bolesti, sebepoznání, učení, přátelství, mluvení, dobru a zlu, modlení, rozkoši, kráse, náboženství a smrti.

## Popularita
Není jednoduché tento fakt odvodit z prodejních výsledků, ale zdroje ve vydavatelském světě říkají, že po Shakespearovi a Lao-c'ovi je Chalíl Džibrán třetím nejčtenějším básníkem v historii, jeho dílo bylo přeloženo do více než 40 jazyků. Celkem se prodalo přes 100 milionů výtisků Proroka od původního vydání v roce 1923. Tuto skutečnost může demonstrovat i trvalá přítomnost Proroka mezi nejprodávanějšími díly na knihkupectví Amazon. Je to jedna z nejvíce prodávaných knih v historii.

## Práva a poplatky
Před svou smrtí Džibrán rozhodl, že veškerá práva a z nich plynoucí příjmy připadnou jeho rodnému městu, Bšarré v Libanonu. Džibránova národní komise (DNK), se sídlem v Bašrré, založila Džibránovo muzeum. Samotná DNK, ustanovená v roce 1935 je neziskovou organizací vlastnící exkluzivní práva libanonského autora Chalíla Džibrána na všechna jeho literární a umělecká díla. Roku 2009 poskytla DNK práva na natočení filmu Prorok skupině z USA.

## Zahrada prorokova
Pokračováním Proroka je kniha Zahrada prorokova, vydaná posmrtně v roce 1933.
Zahrada prorokova vypráví o Almustafových rozhovorech s devíti následovníky, kteří se k němu připojili poté, co se vrátil domů.